# Ole Emil Riisager
Ole Emil Riisager (født 5. november 1932 på Frederiksberg, død 4. juli 2017) var en dansk journalist og radiovært, mest kendt som "stemmen" ved Radioavisen fra 1959 til 1999, hvor han var ansat som nyhedsoplæser. Den journalistiske karriere begyndte i 1955 ved nyhedsbureauet United Press i København, og fire år senere blev han ansat ved Pressens Radioavis, som Radioavisen hed dengang. Her arbejdede han de næste 40 år og blev undervejs redaktionssekretær i 1969.
Som bil- og motorentusiast bidrog han bl.a. med motorstof til  Aftenbladet, og han fungerede som redaktør for bilmagasinet Bilhistorisk Tidsskrift, især med interesse for veteranbiler. Han var desuden æresmedlem af Dansk Veteranbil Klub.
Desuden var Riisager cirkusentusiast. Han samling af cirkusmateriale – fotos, udklip, programmer og plakater – overdrog han kort før sin død til Cirkusmuseet i Hvidovre.
Efter at have modtaget Danmarks Radios Sprogpris i 1987 modtog han ved sin afgang fra Danmarks Radio i 1999 et ridderkors for sin mangeårige indsats som nyhedsoplæser.
Ole Emil Riisager var nevø til den berømte komponist Knudåge Riisager.